# The 3DO Company
The 3DO Company (outrora THDO na bolsa de valores da NASDAQ), também conhecida como 3DO, foi uma companhia de jogos eletrônicos. Foi fundada em 1991 sob o nome SMSG, Inc. (para San Mateo Software Games) pelo co-fundador da Electronic Arts, Trip Hawkins, em sociedade com outras sete companhias, incluindo LG, Matsushita, AT&T, MCA, Time Warner, e Electronic Arts.  Depois que a 3DO Company teve prejuízo com seu console de videogame, o 3DO Interactive Multiplayer que falhou no mercado, a companhia saiu do negócio de hardware e se tornou uma desenvolvedora de terceiros.

## História

### Desenvolvedora de console
Quando a companhia foi fundada, o seu objetivo original era criar um sistema  videogame de nova geração, à base de CD que seria manufaturado por vários parceiros e licenciadores; a 3DO juntaria royalty em cada console vendido e em cada jogo manufaturado. Para as publicadoras de jogos, a tarifa baixa de royalty de 3 dólares por jogo era um acordo melhor do que os royalties mais altas pagas a Nintendo e Sega para fazer jogos para seus próprios consoles. O lançamento da plataforma em outubro de 1993 foi bem promovido, com muita atenção da imprensa nos meios de comunicação de massa como parte da "onda multimídia" no mundo do computador no momento.
O próprio console 3DO custava 699 dólares, e os "primeiros adotantes prometidos" nunca apareceram para comprar quantidades em massa de jogos. A falta do console e posteriormente as vendas dos jogos alcançaram o trunfo das tarifas baixas de royalty e comprovou uma falha fatal. Em outubro de 1995, The 3DO Company vendeu seu consolo da nova geração, de nome M2, para a Matsushita e mudou seus negócios para desenvolver e publicar jogos de outros consolos de videogame e PCs.

### Desenvolvedora de terceiros
Depois de abandonar o console 3DO a companhia adquiriu a Cyclone Studios, Archetype Interactive e a New World Computing. O golpe maior da companhia foi a sua série de jogos Army Men, apresentando os bonecos plásticos de coloração que tinham sido re-popularizados pelo filme sem relações, Toy Story. Seu Might and Magic  e especialmente a série Heroes of Might and Magic da subsidiária New World Computing foram possivelmente os mais populares entre os seus jogos no momento do lançamento. Durante o fim dos anos 1990, a companhia publicou um dos primeiros MMORPGs 3D: Meridian 59, que sobrevive até hoje nas mãos de alguns desenvolvedores originais do jogo.
Com a exceção da sua franquia bem recebida; High Heat Baseball, assim como nos Battletanx Games, a maior parte dos jogos da companhia foram criticamente arrasados. Os consumidores também não tiveram nenhum interesse em continuar comprando as sequências dos jogos do 3DO que os desapontaram, e a prevenção em dizer que os jogos eram da 3DO forçaram inicialmente os sustentadores do 3DO migrarem para o concorrente da Sony; Sony Playstation como o videogame da próxima geração.
Em 2001 a companhia começou a reduzir o número de empregados. E depois de muito lutar, a companhia arquivou para o Capítulo 11 de falência em maio de 2003. Os empregados foram dispensados sem pagamento, e as marcas de jogos da companhia e outras propriedades intelectuais foram vendidas a rivais como Microsoft, Namco, Crave, e Ubisoft, e também ao fundador Trip Hawkins quem pagou 405,000 dólares de direitos a algumas marcas mais velhas e à "Internet patent portfolio" da companhia. Trip continuou e fundou a Digital Chocolate, uma companhia jogos portáteis.